# IL12A
IL12A (англ. Interleukin 12A) – білок, який кодується однойменним геном, розташованим у людей на короткому плечі 3-ї хромосоми.  Довжина поліпептидного ланцюга білка становить 219 амінокислот, а молекулярна маса — 24 874.
| 10         |  | 20         |  | 30         |  | 40         |  | 50         |
| ---------- |  | ---------- |  | ---------- |  | ---------- |  | ---------- |
| MCPARSLLLV |  | ATLVLLDHLS |  | LARNLPVATP |  | DPGMFPCLHH |  | SQNLLRAVSN |
| MLQKARQTLE |  | FYPCTSEEID |  | HEDITKDKTS |  | TVEACLPLEL |  | TKNESCLNSR |
| ETSFITNGSC |  | LASRKTSFMM |  | ALCLSSIYED |  | LKMYQVEFKT |  | MNAKLLMDPK |
| RQIFLDQNML |  | AVIDELMQAL |  | NFNSETVPQK |  | SSLEEPDFYK |  | TKIKLCILLH |
| AFRIRAVTID |  | RVMSYLNAS  |  |            |  |            |  |            |

A: Аланін

C: Цистеїн

D: Аспарагінова кислота

E: Глутамінова кислота

F: Фенілаланін

G: Гліцин

H: Гістидин

I: Ізолейцин

K: Лізин

L: Лейцин

M: Метіонін

N: Аспарагін

P: Пролін

Q: Глутамін

R: Аргінін

S: Серин

T: Треонін

V: Валін

Кодований геном білок за функціями належить до цитокінів, факторів росту. 
Секретований назовні.